# Berezaň
Berezaň (ukrajinsky Березань) je město v Kyjevské oblasti na Ukrajině. K roku 2018 v ní žilo přes šestnáct tisíc obyvatel.

## Poloha a doprava
Berezaň leží na řece Nědře, levém přítoku Trubiže v povodí Dněpru. Od Kyjeva, hlavního města státu, je vzdálena přibližně sedmdesát kilometrů východně.
Jižně od města prochází dálnice M 03 z Kyjeva do Charkova. Severně od centra vede železniční trať z Kyjeva do Poltavy, jež je v provozu od roku 1901.

## Dějiny
První zmínka o Berezani je z roku 1616.
Za první světové války zde byl zformován  25. června 1917  III. záložní prapor 1. československé střelecké brigády, z kterého se později stal 7. československý střelecký pluk „Tatranský“.
Za druhé světové války byla Berezaň obsazena německou armádou od 16. září 1941 do 21. září 1943.
Od roku 1965 byla Berezaň sídlem městského typu a od roku 1981 je městem.